# キャッチャー中澤
キャッチャー 中澤（キャッチャー なかざわ、1990年8月23日 - ）は、日本の俳優、お笑い芸人。茨城県出身。ハイエンド所属。以前はワタナベエンターテインメント、アコルト、アニモプロデュースに所属していた。本名：中澤 兼利（なかざわ かずよし）。
身長180cm。体重150kg。血液型O型。

## 人物
2009年にスクールJCAへ18期生として入学。その後は俳優業も兼ねつつ、小寺光信（現在はピン芸人「乙女心総支配人」として活動）とお笑いコンビ「マシュマロサンデー」を結成。2012年にはワタナベコメディスクールへ16期生として入学し、卒業後から2014年4月までワタナベエンターテインメントで活動。2017年5月にコンビでの活動を休止した。
2012年公開の『仮面ライダー×仮面ライダー ウィザード&フォーゼ MOVIE大戦アルティメイタム』（東映）を皮切りに坂本浩一監督の特撮作品に多数出演。
趣味は特撮作品鑑賞。特技は早食い、柔道（初段）、平成仮面ライダー全変身ポーズ、アクション。

## 出演

### テレビドラマ
- スーパー戦隊シリーズ（テレビ朝日）
  - 獣電戦隊キョウリュウジャー 第35話・最終回（2013年 - 2014年） - エキストラ
  - ナンバーワン戦隊ゴジュウジャー 第11話（2025年） - 川島 / バルイーグル[5]
- ウルトラシリーズ（テレビ東京）
  - ウルトラマンオーブ 第14話（2016年） - 田丸
  - ウルトラマンジード 第16話・第17話（2017年） - 満賀富士夫
- モブサイコ100 第2話 - 第8話（2018年、テレビ東京） - 山崎
- 噂の女 第2話（2018年、BSジャパン） - 新任の料理講師
- 極道めし 第5話 - 第10話（2018年、BSジャパン） - 丸山憲明
- 仮面ライダーシリーズ（テレビ朝日）
  - 仮面ライダージオウ 第5話（2018年） - 近藤大太
  - 仮面ライダーガッチャード 第41話（2024年） - 司会
- 99.9-刑事専門弁護士- 完全新作SP新たな出会い篇（2021年12月29日、TBS） - 社員 役
- 相棒 Season20 第12話（2022年、テレビ朝日） - 小林
- どうする家康 第6話・第28話・第29話（2023年、NHK） - 大山犬[6][7]

### テレビ番組
- 爆笑そっくりものまね紅白歌合戦スペシャル「モノマネ大好きさん大集合」（2012年、フジテレビ）
- 一夜づけ「深夜ドラマ芸人総決算スペシャル」（2018年12月23日、テレビ東京）

### 映画
- 仮面ライダー×仮面ライダー ウィザード&フォーゼ MOVIE大戦アルティメイタム（2012年、東映） - 近藤大太
- 赤×ピンク（2014年、KADOKAWA） - エキストラ
- 俺たち賞金稼ぎ団（2014年、東映） - エキストラ
- 白魔女学園 オワリトハジマリ（2015年、東映） - 男
- 破裏拳ポリマー（2017年、KADOKAWA） - スタント
- 牙狼-GARO- 神ノ牙-KAMINOKIBA-（2018年、東北新社） - 人型ホラー
- 力俥 -RIKISHA-（2018年） - 長門ハチロク
- 1人のダンス（2018年） - チンピラ
- スマホ拾っただけなのに（2019年、レジェンド・ピクチャーズ） - アオヤマ
- 妖怪大戦争 ガーディアンズ（2021年8月13日、東宝 / KADOKAWA） - 鬼澤丸 役
- ブラックホールに願いを!（2025年公開予定、Atemo）[8]

### Vシネマ
- 宇宙刑事シャリバン NEXT GENERATION（2014年、東映ビデオ） - 指名手配宇宙人の声
- 宇宙戦隊キュウレンジャー Episode of スティンガー（2017年、東映ビデオ） - 町人A

### CM
- 味の素冷凍食品 「『ギョーザ』日本ジュ～!で日本一篇（墨田区）」（2020年） - 力士

### 舞台
- 劇団アフターファイブ 第三回目公演「ひかりとともに」（2014年、阿佐ヶ谷プロット） - 川崎蜂
- 劇団BRATS 第十回記念公演第一弾「戦闘改造学園Z」（2016年、すみだパークスタジオ倉） - アルファ
- NINJA ZONE ～RISE OF THE KUNOICHI WARRIOR～（2018年 - 2019年、六行会ホール） - 丸橋
- るろうに剣心 京都編（2020年、IHIステージアラウンド東京） - 夷腕坊 ※新型コロナウイルス感染拡大の影響で公演中止[9]

### Webドラマ
- グッドモーニング、眠れる獅子（2022年、ひかりTV） - 亀田
  - グッドモーニング、眠れる獅子2（2023年、Lemino・ひかりTV）